# Ordem dos Quatro Imperadores

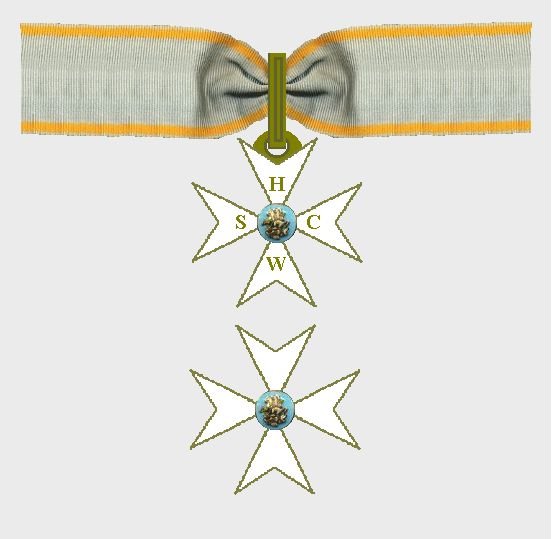
Ordem dos Quatro Imperadores ou Ordem da Velha Nobreza

Ordem dos Quatro Imperadores ou Ordem da Velha Nobreza (em alemão: Ritterorden vom Alten Adel oder der vier roemischen Kaiser), é uma antiga ordem de cavalaria criada em 6 de Dezembro de 1768 pelos Condes de Limburg Stirum, governantes do condado com o mesmo nome na Vestfália.
Esta Ordem foi criada em honra dos quatro Imperadores do Sacro Império Romano, nomeadamente Henrique VII, Venceslau, Sigismundo e Carlos IV. Cada Ordem era acompanhada de um prémio de 500 guilder. Os Comendadores e os Cavaleiros davam, aquando do recebimento da Ordem, um montante significativo de dinheiro ou um território; este território passava para as mãos da Ordem, mas os seus antigos proprietários tinham direito de usufruto.
Em 1806, os Condes de Limburg Stirum eram mediatizados e por isso perderam o seu estado de soberania no seu condado. Assim, em 1838, a Ordem sofre alterações. Em 1926, a Ordem, que agora também homenageava membros da aristocracia, passou a designar-se por Ordem de São Jorge, também chamada de Ordem dos Quatro Imperadores Romanos (em alemão: Alter St. Georg-Ritterorden, auch Orden der vier roemischen Kaiser). Em 1935, a Ordem é extinta pelos Nazis, e transferida para Salzburgo na Áustria. Proibida após a ocupação alemã da Áustria, em 1938, a Ordem renasceu em 1951 sob o governo de João, Príncipe do Liechtenstein. Actualmente (2011), a Ordem está em Viena sob a designação de Velha Ordem de São Jorge ou Ordem dos Quatro Imperadores Romanos (em alemão: Alter Orden vom St. Georg genannt Orden der vier roemischen Kaiser).
A Ordem era composta por três níveis:
- Grão-mestre
- Comendador
- Cavaleiro (ver foto)

A cruz de oito pontas é coberta de branco esmalte, e no medalhão azul-claro está a representação de São Jorge, a ouro, montado no seu cavalo a combater um dragão dourado. Nos braços está a inscrição "H-S-W-C" em ouro, em homenagem aos quatro Imperadores. A fita é cinzenta-azulada com o bordo amarelo.
No catálogo de Jörg Nimmerguts, é mencionado outro modelo da cruz de Cavaleiro, com chamas nos braços da cruz, uma coroa e as letras "P-P-D-E". No medalhão está um anjo com uma criança nos braços.